# Умершие в январе 2012 года
Это список известных людей, соответствующих установленным критериям значимости (см. Википедия:Критерии значимости персоналий), умерших в январе 2012 года.
Причина смерти указывается лишь в исключительных случаях (убийство, самоубийство, гибель в результате военных действий, смертная казнь, ДТП или несчастные случаи). В остальных случаях — не указывается.

## Список

### 1 января

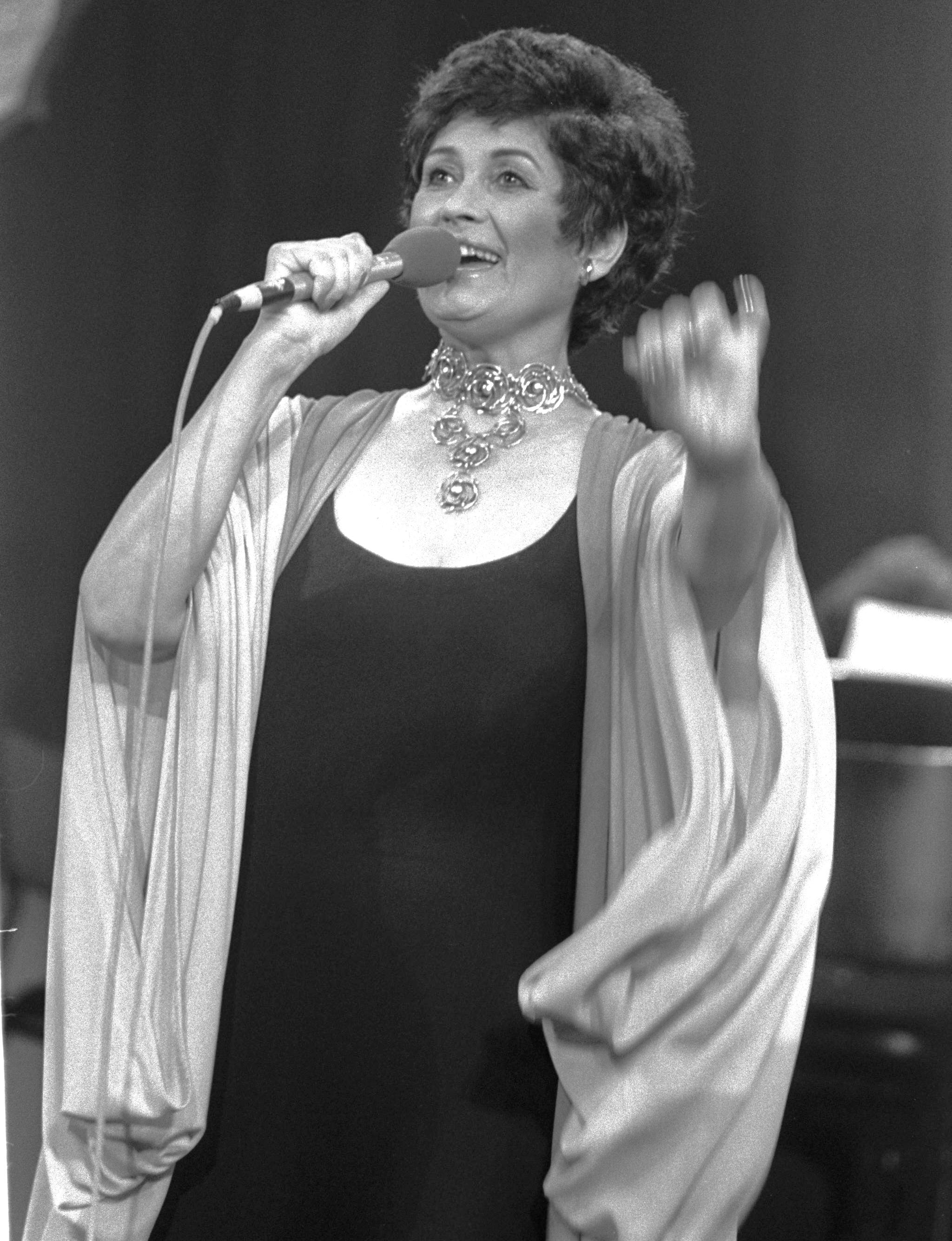
Яфа Яркони

- Аблетт, Гари (46) — английский футболист (1983—2001), игрок «Ливерпуля», «Эвертона», «Бирмингем Сити». Рак крови[1].
- Андерсон, Боб (89) — британский фехтовальщик и актёр, постановщик фехтовальных боёв Голливуда[2].
- Боэро, Хорхе (38) — аргентинский мотоциклетный гонщик, погиб на трассе Ралли Дакар[3].
- Глигоров, Киро (94) — первый президент Республики Македония (1991—1999)[4].
- Дмитриева, Валентина Николаевна (84) — почётный профессор МГИМО, профессор кафедры мировой политики и международных отношений. РГГУ, один из основоположников советского и российского корееведения[5].
- Нарбонна, Марсель (113) — французская долгожительница, старейший житель Европы со 2 августа 2011 года[6]
- Сориа, Карлос (62) — аргентинский политик, руководитель СИДЕ (2002), губернатор провинции Рио-Негро (2011—2012); убийство или несчастный случай[7].
- Франдсен, Андерс (51) — датский певец, участник Евровидения-1991; предположительно покончил жизнь самоубийством[8].
- Хорвилл, Фрэнк (84) — тренер сборной Великобритании по лёгкой атлетике, основатель широко используемой во всём мире теории 5-ти темпов[9].
- Яркони, Яфа (86) — израильская певица, лауреат Государственной премии Израиля (1998)[10].

### 2 января

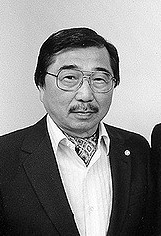
Горддон Хирабаяси

- Бардж, Иан — британо-канадский джазовый пианист[11]
- Боровская, Марина Исааковна (74) — вдова выдающегося сценографа Давида Боровского, создатель его музея-мастерской[12].
- Галлардо, Сильвано (58) — американская актриса[13]
- Должиков, Николай Павлович (79) — горнорабочий шахты им. ХХІІ съезда КПСС треста «Кадиевуголь», Герой Социалистического Труда[14].
- Калин, Иван Петрович (76) — председатель Президиума Верховного Совета Молдавской ССР (1980—1985), председатель Совета Министров Молдавской ССР (1985—1990)[15].
- Керри, Уильям (81) — американский бизнесмен, пионер возвратного лизинга[16]
- Колесов, Анатолий Иванович (73) — советский спортсмен (классическая борьба), олимпийский чемпион Игр в Токио (1964)[17].
- Мюллер-Брюль, Гельмут (78) — немецкий дирижёр[18]. (Deutsch)
- Одина, Фоттох (73) — таджикский композитор, заслуженный деятель культуры Таджикистана[19].
- Рейнхарт, Ларри (63) — американский музыкант, гитарист групп Iron Butterfly и Captain Beyond[20].
- Фарутин, Николай Степанович (91) — советский и российский журналист, писатель[21].
- Фридман, Виви (44) — финский режиссёр, сценарист и продюсер[22] Архивировано 10 сентября 2012 года.
- Хирабаяси, Гордон (93) — американский социолог и правозащитник, борец за права японского населения в США[23]
- Янг, Эдвин (94) — американский экономист, канцлер Висконсинского университета в Мадисоне (1968—1977)[24]

### 3 января

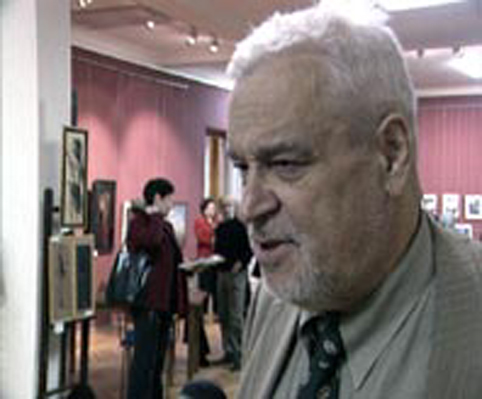
Михаил Ромадин

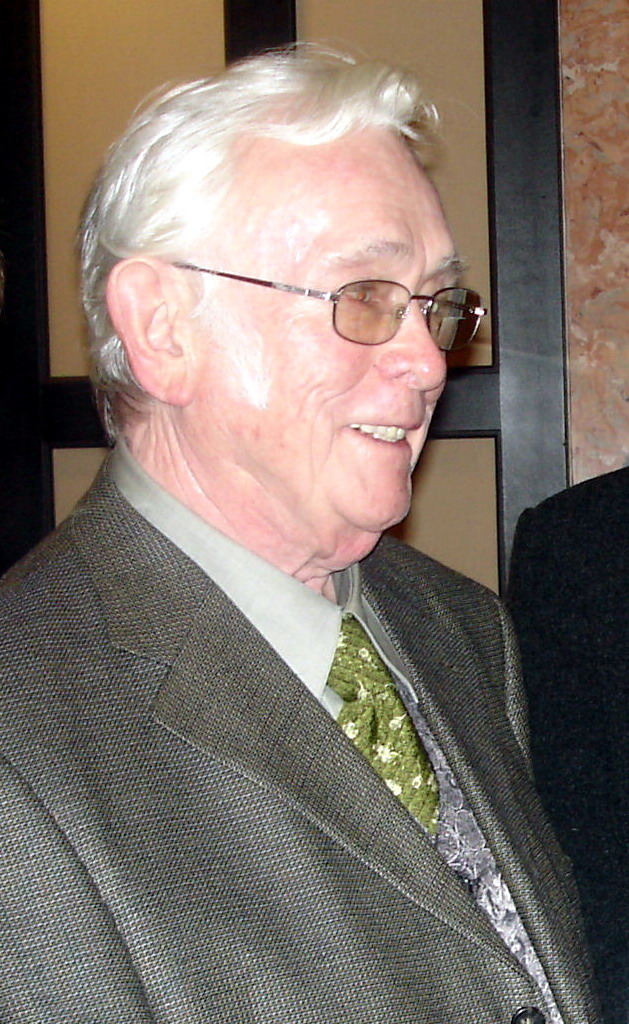
Йозеф Шкворецкий

- Ахеджаков, Меджид Салехович (97) — советский актёр и театральный режиссёр, заслуженный деятель искусств РСФСР, отец актрисы Лии Ахеджаковой[25].
- Бейли, Чарльз (81) — американский журналист, писатель и сценарист («Семь дней в мае» совместно с Флетчером Нибелом)[26].
- Вестон, Боб (64) — британский музыкант, гитарист и автор песен группы Fleetwood Mac[27].
- Викар (77) — чилийский художник-мультипликатор[28].
- Вэйл, Уайли (70) — американский эндокринолог, открывший гормоны кортиколиберин и соматолиберин[29].
- Зирин, Харольд (82) — американский астроном российского происхождения, пионер солнечной астрономии, основатель и первый руководитель Солнечной лаборатории «Большой медведь»[30].
- Картавенко, Валерий Серафимович (67) — заслуженный лётчик-испытатель СССР, начальник Лётно-испытательного центра Министерства обороны (1996—1999), генерал-лейтенант[31]
- Коробченко, Владимир Семёнович (70) — генеральный директор и главный конструктор ОАО СКБ Турбина[32].
- Кутюрье, Мигель (61) — мексиканский актёр[33].
- Ломбард, Джой — американский музыкант, басист дэт-метал группы Incantation.
- Мартинес, Хоакин (81) — американский актёр[34].
- де Мельхор, Энрике (61) — испанский гитарист[35].
- Ощепков, Степан Михайлович (77) — советский каноист, олимпийский чемпион 1964 года, чемпион мира (1958). Заслуженный мастер спорта СССР[36].
- Ромадин, Михаил Николаевич (71) — российский художник, живописец, график, художник книги, кино и театра, народный художник России (1998), почётный член Российской академии художеств[37].
- Степанов, Юрий Сергеевич (81) — российский учёный-филолог, академик РАН[38].
- Терехов, Мигель (83) — американский танцор русского балета[39].
- Томасин, Дженни (75) — британская актриса[40].
- Шкворецкий, Йозеф (87) — чешский и канадский писатель, лауреат Нейштадтской литературной премии (1980)[41].

### 4 января

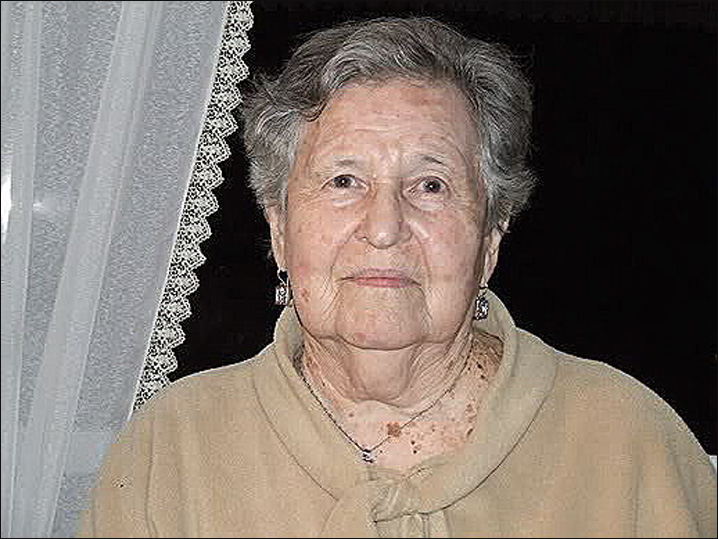
Дора Штурман

- Арнольд, Ева (99) — американская фотожурналистка и первая женщина член Magnum Photos[42].
- Колеватов, Николай Алексеевич (81) — российский краевед[43]
- Корндорф, Сергей Фердинандович (93) — российский учёный, доктор технических наук, отец Николая Корндорфа[44]
- Кроу, Джеймс (95) — американский учёный-генетик, автор учебников по генетике, обучивший многих современных известных генетиков[45].
- Макгрегор, Керри (37) — британская певица[46].
- Панов, Аспарух (81) — болгарский режиссёр мультипликационных фильмов (более 150 фильмов)[47]..
- Рева, Виталий Михайлович (73) — почётный президент Всеукраинской ассоциации автомобильных перевозчиков[48].
- Робби, Род (83) — канадский архитектор, создатель Роджерс Центра.[49].
- Унзинн, Ксавер (82) — немецкий хоккеист и тренер, серебряный призёр Чемпионата мира (1953), старший тренер сборной Германии по хоккею с шайбой (1974—1977, 1981—1989), бронзовый призёр зимних Олимпийских игр в Инсбруке 1976, член Зала славы ИИХФ[50]..
- Фоулер, Гарри (85) — британский актёр (100 фильмов)[51].
- Штурман, Дора Моисеевна (88) — израильский советолог советского происхождения, автор книг по истории СССР[52].

### 5 января

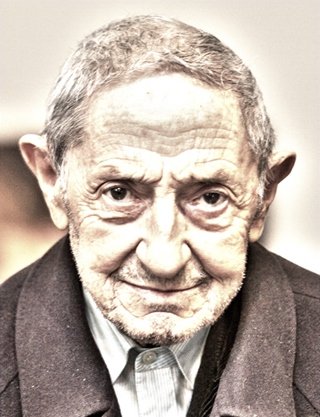
Исаак Пардо

- Алф, Ричард (59) — один из основателей и председатель международного ежегодного фестиваля San Diego Comic-Con International[53]
- Баптист Сэльвин (75) — британский музыкант и организатор Ноттингемского фестиваля[54].
- Богнер, Николь (27) — австрийская певица, солистка группы Visions of Atlantis.
- Галиев, Фанавиль (52) — российский актёр, драматург, режиссёр, народный артист Республики Татарстан[55][56]..
- Маас, Фредерика Сэгор (111) — американская писательница, драматург и сценарист[57].
- Пардо, Исаак (91) — испанский художник[56].
- Сизоненко, Александр Алексеевич (52) — советский баскетболист, самый высокий человек России, самый высокий человек в мире в 1990 году[58].
- Сулайманбеков, Сагыналы Амантурович (59) — киргизский профессор, заведующий кафедрой финансов и кредита БГУЭП; научный консультант-эксперт по денежно-кредитной и валютной политике аппарата Президента Кыргызской Республики (1991), заместитель председателя правления Национального банка КР (1991—1993), член Комитета по разработке и введению национальной валюты — сома[59].
- Хаяси, Хикару (80) — японский композитор, автор более 30 опер и музыки к кинофильмам («Голый остров», «Под флагом восходящего солнца»)[60]
- Шавлохов, Мурат Гаврилович (76) — осетинский художник и педагог, член Союза художников СССР, заслуженный художник Грузинской ССР, народный художник Республики Южная Осетия[61].

### 6 января

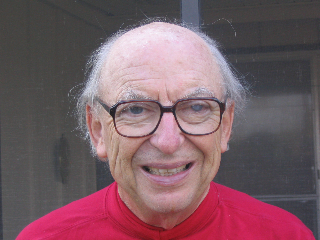
Джеймс Арнольд

- Арнольд, Джеймс (88) — американский химик, пионер космической химии, чьим именем назван астероид 2143 Джимарнольд[62]
- Байрамов, Ариф Алиевич (70) — советский и российский архитектор, старейший член Новгородской oбластной общественной организации Союза архитекторов России[63].
- Елевферий (Кацаитис) (82) — епископ Нисский, викарий Фиатирской и Великобританской кафедр Константинопольской православной церкви (1987—1994), убийство[64]
- Кадис, Габриэль (61) — староста православной общины Яффы, убит во время рождественского крестного хода[65]
- Клочков, Юрий Алексеевич (73) — бывший второй секретарь Джамбульского обкома КПСС и председатель облисполкома (1983—1990)[66].
- Макбет, Фрэнсис (78) — американский классический композитор[67]
- Марутян, Гайк Сумбатович (98) — трубач, военный дирижёр, композитор, заслуженный артист Армении[68].
- Холнесс,Боб (83) — британский шоумен[69].

### 7 января

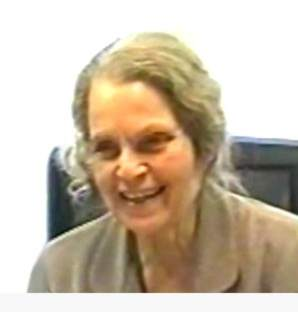
Виктория Багинская

- Багинская, Виктория Ильинична (85) — советская и российская писательница, педагог, собиратель песен и фольклора крымчаков
- Беляев, Александр Николаевич (59) — российский муниципальный деятель, мэр Северодвинска (1996—2009), министр по региональной политике и местному самоуправлению Архангельской области (2009—2012), сердечный приступ[70].
- Бюльбюль, Азер (43) — азербайджанский и турецкий певец, исполнитель мугамов[71]
- Лефран, Пьер (89) — французский политический деятель, ближайший соратник Шарля де Голля[72]
- Нитани, Хидеаки (81) — японский актёр[73]
- Несвит, Василий Андреевич (72) — бывший начальник Южной железной дороги (1997—2000), почётный железнодорожник, заслуженный работник транспорта Украины[74].
- Садовский, Виктор Данилович (76) — российский журналист, правозащитник[75].

### 8 января

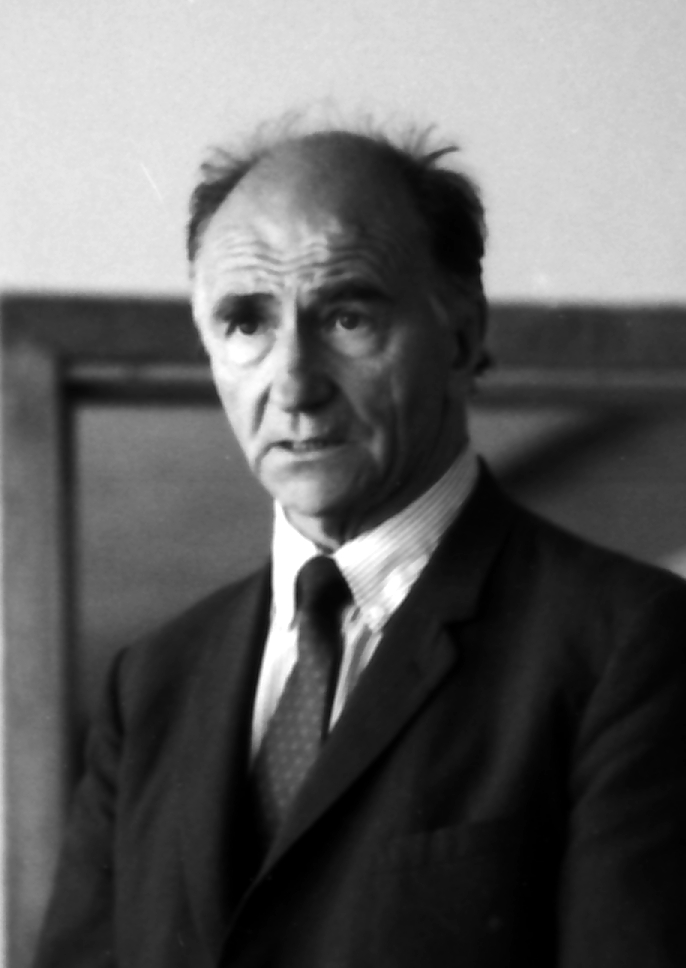
Альбертас Лауринчюкас

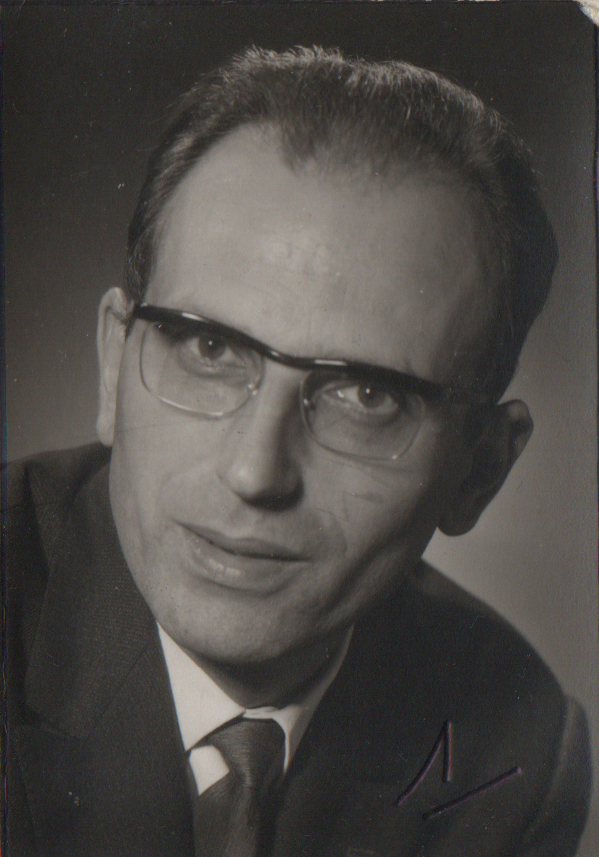
Франсуа Шеник

- Вазюлин, Виктор Алексеевич (79) — философ, профессор факультета философии МГУ, крупнейший исследователь марксизма[76].
- Вайссенберг, Алексис (82) — болгарский пианист еврейского происхождения[77].
- Дэйв, Александер (73) — американский блюзовый гитарист и пианист[78].
- Живаев, Евгений Петрович — музыкант, главный дирижёр джаз-оркестра «Узбекистан». Заслуженный артист Узбекистана. Убит[79].
- Кадымов, Юзеф (83) — азербайджанский архитектор, заслуженный архитектор Азербайджана[80].
- Кристоф, Франсуаза (88) — французская актриса («Три мушкетёра», «Фантомас против Скотланд-Ярда») [www.kino-teatr.ru/kino/acter/w/euro/112059/works/]
- Лауринчюкас, Альбертас Казевич (84) — литовский писатель, публицист, журналист. [www.kino-teatr.ru/kino/screenwriter/sov/260632/bio]
- Мачинский, Дмитрий Алексеевич (74) — российский археолог, научный сотрудник Эрмитажа и соучредитель НИЦ «Мемориал»[81]
- Онопко, Валерий Максимович (63) — старший тренер юниорской сборной России по женской борьбе, генеральный секретарь Федерации спортивной борьбы России (ФСБР), сердечный приступ[82].
- Спиридонов, Руслан Юрьевич (35) — российский актёр театра и кино. [www.kino-teatr.ru/kino/acter/m/ros/4075/bio/]
- Харитонова, Светлана Николаевна (79) — советская актриса театра и кино[83].
- Шеник, Франсуа (84) — французский учёный, писатель, эссеист, публицист и философ.

### 9 января

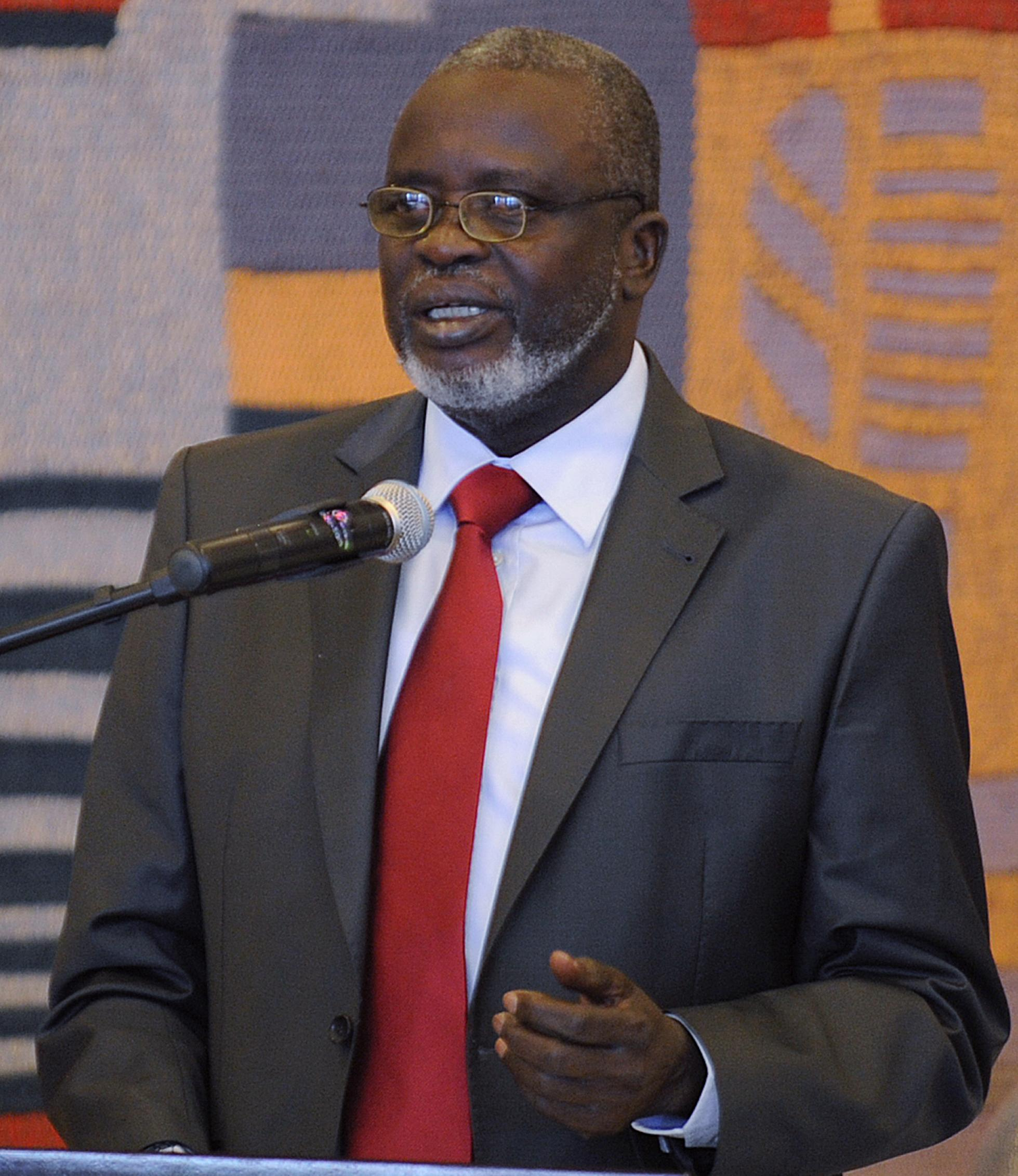
Малам Бакай Санья

- Азизходжаев, Алишер (57) — узбекский политический деятель, заместитель премьер-министра (1996—1998, 2003), министр культуры и спорта; рак[84].
- Босич, Андреа (92) — итальянский актёр югославского происхождения[85].
- Василевский, Пётр Петрович (55) — советский футболист, белорусский тренер[86].
- Галлахер, Брайди (87) — первая ирландская поп-звезда, получившая международное признание[87]
- Гансер-Биаги, Аугусто (101) — швейцарский горный геолог и путешественник, лауреат Золотой медали Королевского географического общества и медали Волластона (1980)[88].
- Нисифоров, Геннадий Александрович (59) — начальник инспекторского управления Генпрокуратуры России, генерал-лейтенант; сбит автомобилем[89].
- Рязанцев, Геннадий Евгеньевич (74) — российский учёный-геодезист, профессор, доктор технических наук, лауреат Государственной премии[90]
- Пастор, Карлос Вашингтон (87) — министр иностранных дел Аргентины (1978—1981)[91].
- Санья, Малам Бакай (64) — президент Гвинеи-Бисау (2009—2012)[92].
- Фудзинума, Такаси (80) — японский учёный, специалист по русскому языку и русской литературе, преподаватель, переводчик[93]
- Хорин, Иван Сергеевич (85) — российский философ, доктор философских наук, профессор.
- Шмелев, Георгий Михайлович (80) — советский и российский актёр и режиссёр, Народный артист РСФСР (1983)[94].

### 10 января

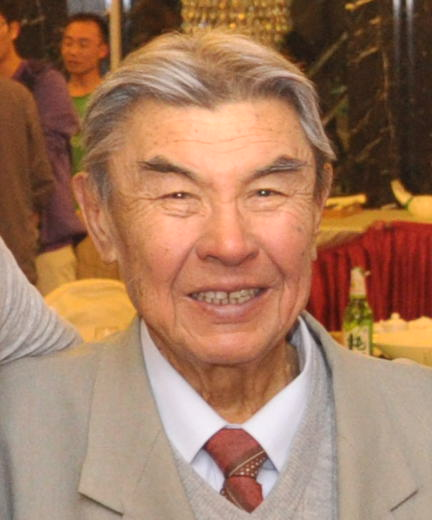
Мейрхан Абильдин

- Абильдин, Мейрхан Мубаракович (73) — казахстанский учёный-физик, действительный член (академик) Национальной академии наук Республики Казахстан[95].
- Буабре, Бохоун (54) — политик Кот-д’Ивуара, бывший министр экономики и финансов и министр планирования и развития[96].
- Вартанян, Геворк Андреевич (87) — советский разведчик, Герой Советского Союза; рак[97].
- Иначин, Кайра Ти (43) — немецкий историк[98].
- Кэй, Лила (82) — британская актриса «Американский оборотень в Лондоне»[99].
- Коул, Бен (87) — основатель и председатель совета директоров компании Яндекс[95].
- Мацудайра, Ясутака (81) — японский волейбольный тренер, под его руководством сборная Японии, становилась призёром летних Олимпийских игр (1964, 1968) и чемпионом Олимпийских игр (1972), лучший тренер XX столетия по версии Международной федерации волейбола[100]
- Пир Пагара (83) — пакистанский религиозный и политический деятель, духовный лидер хуров[101].
- Погорелов, Виктор Григорьевич (85) — советский рабочий, Герой Социалистического Труда (1976)
- Сакураи, Такао (70) — японский боксёр, чемпион летних Олимпийских игр в Токио (1964)[102]
- Топоров, Михаил Петрович (87) — ветеран Великой Отечественной войны, один из создателей и заместитель председателя эстонской республиканской ветеранской организации (1990—2001)[103]
- Шумеев, Лев Тимофеевич (74) — гитарист, педагог, заслуженный работник культуры РФ (1993), создатель и многолетний руководитель ансамбля гитаристов «Серебряные струны»[104].
- Якименков, Сергей Яковлевич (60) — председатель миссии «Русское Христианское Радио» в России[105].

### 11 января
- Голиан, Богумил (81) — чехословацкий волейболист, серебряный призёр летних Олимпийских игр в Токио (1964), бронзовый призёр летних Олимпийских игр в Мехико (1968)[106]
- Жакье, Жиль (43) — французский журналист; погиб при ракетном обстреле в сирийском городе Хомс[107].
- Калашников, Виталий Анатольевич (53) — российский поэт, прозаик, переводчик, бард; убийство[108].
- Косыгин, Владимир Владимирович (78) — первый в России профессиональный корякский писатель, один из основателей камчатской писательской организации[109].
- Рошан, Мустафа Ахмади (32) — иранский физик-ядерщик, убийство[110].
- Тесленко, Олег Павлович (78) — актёр Пермского драматического театра, заслуженный работник культуры России, приват-профессор кафедры сценической речи Пермского института искусства и культуры[111].
- Уитейкер, Дэвид (80) — американский композитор («Доктор Джекилл и сестра Хайд», «Доминик»)[112].
- Хашимов, Сава Кирилович (71) — болгарский актёр театра и кино («Бегущая по волнам»), Народный артист Народной Республики Болгария (1984), муж Маргариты Тереховой, отец Анны Тереховой [www.kino-teatr.ru/kino/acter/m/euro/27296/bio/]

### 12 января
- Боганцев, Валентин Владимирович (71) — начальник Камчатского пограничного округа (1988—1990), генерал-лейтенант в отставке[113].
- Бочарников, Георгий Алексеевич (91) — ветеран Великой Отечественной войны, Герой Советского Союза[114]
- Гусев, Виктор Евгеньевич (93) — советский и российский фольклорист.
- Дженклоу, Билл (72) — американский политик, губернатор штата Южная Дакота (1979—1987, 1995—2003)[115].
- Калашников, Анатолий Александрович (64) — российский художник[116].
- Осипцов, Александр Николаевич (89) — советский военный, награждённый пятью орденами Красной Звезды, полковник медицинской службы.
- Новохижин, Михаил Михайлович (90) — актёр Малого театра и кино, режиссёр, педагог, певец. Народный артист России (1993)[117]
- Хилл, Реджинальд (75) — британский детективный писатель[118]
- Холлоуэй, Натали — пропавшая американская студентка, объявлена мёртвой в этот день[119].
- Шишкин, Владимир Александрович (70) — главный конструктор транспортных энергетических установок (в том числе атомных реакторов на подводных лодках), первый заместитель директора — генерального конструктора ОАО НИКИЭТ имени Н. А. Доллежаля[120].

### 13 января

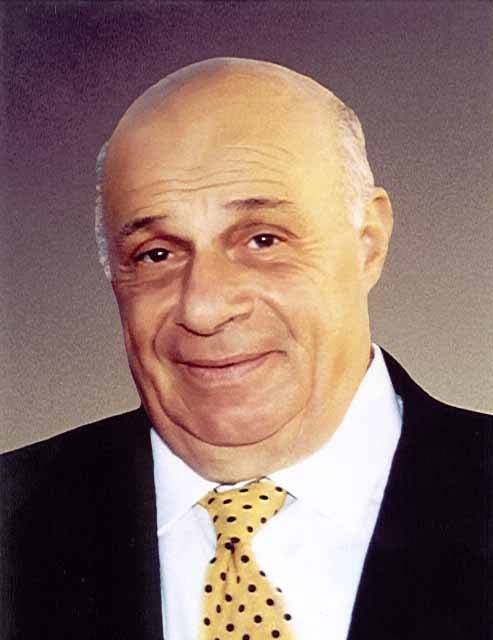
Рауф Денкташ

- Бакунц, Аксель (65) — армянский музыкант и деятель культуры, основатель Ереванского джазового колледжа[121].
- Денкташ, Рауф (87) — первый президент Турецкой Республики Северного Кипра (1983—2005)[122].
- Криворотов, Владимир Иванович (82) — бывший председатель колхоза «Россия» Крымской области, Герой Социалистического Труда, народный депутат СССР[123].
- Кючюкандонядис, Лефтер (86) — турецкий футболист, бывший игрок «Фенербахче», капитан сборной Турции[124]
- Милянич, Милян (81) — югославский футбольный тренер и функционер[125].
- Моджтабави, Абдулла (87) — иранский спортсмен, бронзовый призёр Олимпийских игр в Хельсинки (1952) в вольной борьбе[126].
- Петров, Денис (28) — музыкант, солист, композитор и аранжировщик, хитмейкер группы Opium Project. Погиб в автокатастрофе[127].
- Харитонов, Андрей Владимирович (52) — российский шахматист, гроссмейстер[128].

### 14 января

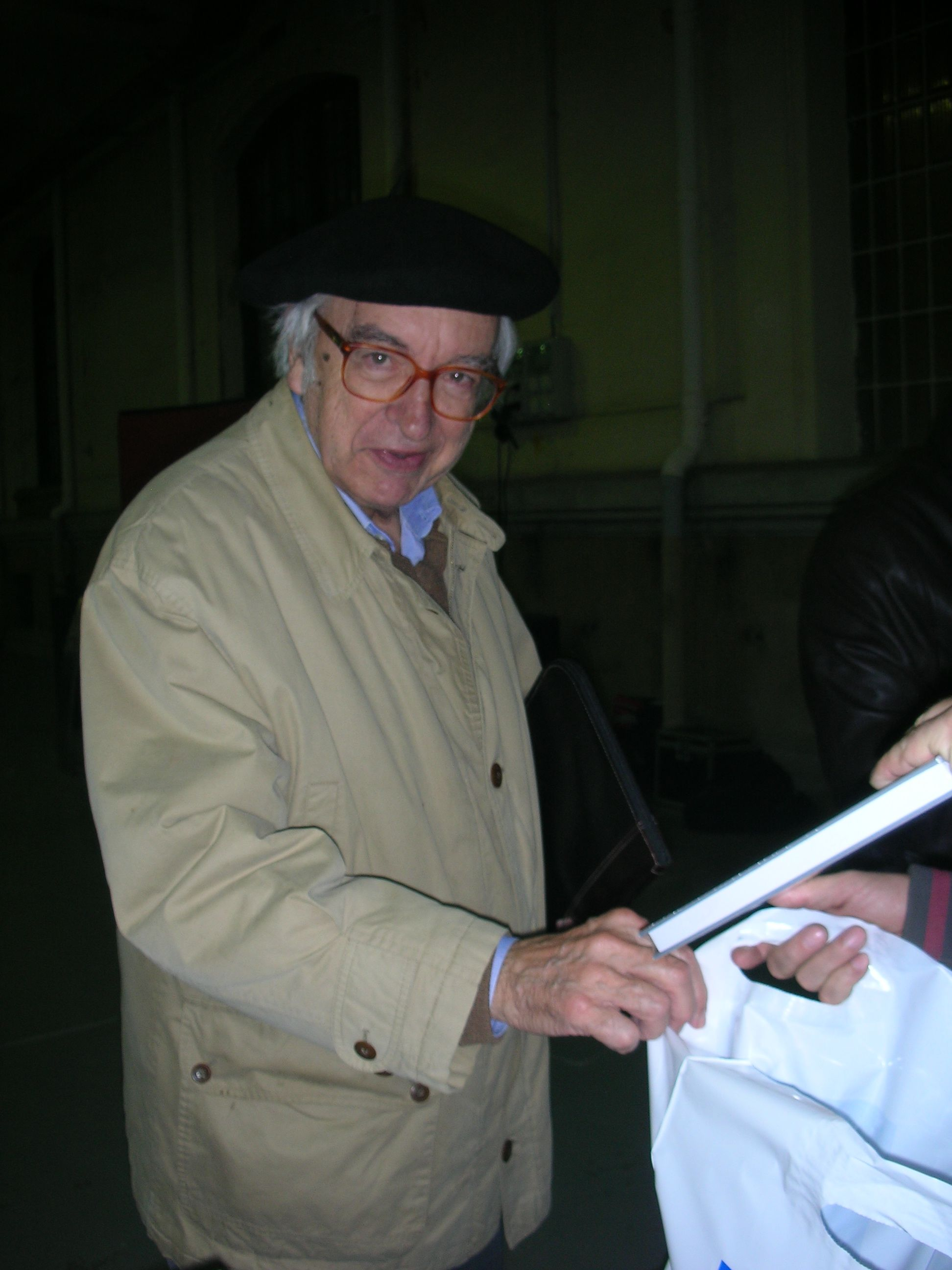
Хосе Луис Энпаранса

- Арфа Карим (16) — пакистанская школьница, самый юный сертифицированный профессионал Microsoft (2004) в мире[129].
- Рози Варт (88) — французская актриса[130]
- Зангиев (Дзангиев), Зелимхан en:Zelemkhan Zangiyev (37) — игрок футбольной команды «Ангушт» (Ингушетия); убийство[131].
- Куприянов, Иван Пантелеевич (85) — ветеран Новолипецкого металлургического комбината, Герой Социалистического Труда[132]
- Моретти, Джампьеро (71) — итальянский автомобильный гонщик, победитель гонок 24 часа Дайтоны (1998) и 12 часов Себринга (1998)[133]
- Парели, Мила (94) — французская актриса («Правила игры», «Последнее пристанище», «Миссия в Танжере»)[134].
- Педерсен, Финн (86) — датский спортсмен, чемпион летних Олимпийских игр в Лондоне (1948) в гребле на двойке распашной с рулевым[135].
- Пикунов, Александр Степанович (89) — ветеран Великой Отечественной войны, Герой Советского Союза[136].
- Степанов, Владимир Петрович (76) — российский литературовед, библиограф[137].
- Чумара, Мирча (68) — румынский политик, министр финансов (1996—1997), министр промышленности и торговли (1997—1998)[138].
- Энпаранса, Хосе Луис Альварес (84) — баскский писатель и лингвист, один из основателей ЭТА[139].
- Фрэнс, Робби (52) — английский музыкант, барабанщик, участник группы Diamond Head.

### 15 января

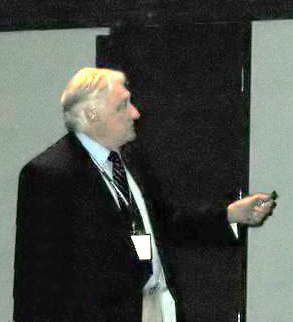
Ричард Бейдер

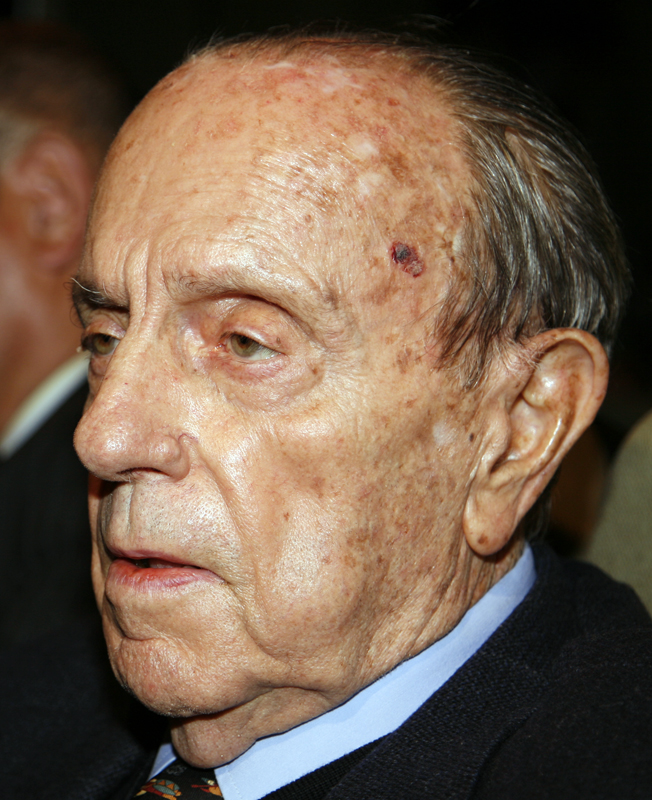
Мануэль Фрага Ирибарне

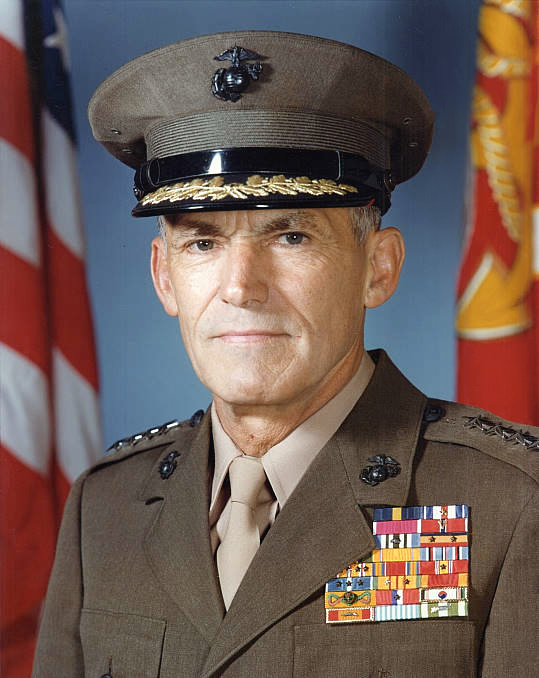
Самуэль Яселка

- Ахола, Мика (37) — финский мотоциклетный гонщик, неоднократный чемпион и призёр чемпионатов мира по эндуро, последствия аварии во время тренировки[140].
- Бейдер, Ричард (80) — канадский квантовый химик, создатель квантовой теории атомов в молекулах[англ.] (QTAIM)[141].
- Гинзбург, Евгений Александрович (66) — российский советский теле- и кинорежиссёр, сценарист; лауреат премии «ТЭФИ», инсульт[142].
- Густов, Генрих Арсеньевич (87) — российский криминалист-теоретик, старший советник юстиции, заслуженный юрист РФ, почётный работник прокуратуры РФ[143].
- Дервински, Эд (85) — американский политик, первый министр по делам ветеранов (1989—1992)[144]
- Иванов, Эдуард Георгиевич (73) — советский хоккеист, олимпийский чемпион 1964, четырёхкратный чемпион мира (1963, 1964, 1965 и 1967), чемпион СССР[145].
- Кокин, Валерий Иванович (55) — начальник Управления Федеральной службы по контролю за наркотиками России по Республике Башкортостан, генерал-лейтенант полиции[146].
- Коноплин, Александр Викторович (85) — российский писатель[147].
- Лехцер, Александр Исаакович (90) — участник Великой Отечественной войны, ветеран органов внутренних дел, полковник внутренней службы в отставке[148].
- Мусса, Майкл (67) — американский экономист, главный экономист Международного валютного фонда (1991—2001)[149]
- Низамиев, Музип Тазиевич (76) — заместитель министра культуры Республики Татарстан (1971—1997), директор музея им. Тукая (с 2000). Заслуженный деятель Татарстана и России[150].
- Олсен, Иб Сланг — датский художник-иллюстратор лауреат Премии имени Х. К. Андерсена (1972)[151].
- Рейфман, Павел Семёнович (88) — советский и эстонский филолог, профессор Тартуского университета[152]
- Садеков, Энвар Хусейнович (79) — основатель отделения гребли на байдарках и каноэ МГФСО, «Заслуженный тренер РСФСР», двукратный чемпион Всемирных игр ветеранов[153].
- Смит, Хьюлетт (93) — американский политик, губернатор штата Западная Виргиния (1965—1969)[154]
- Фруттеро, Карло (85) — итальянский писатель[155]
- Эгнел, Клаус (95) — шведский пятиборец, серебряный призёр летних Олимпийских игр в Хельсинки (1952) по современному пятиборью в командном зачёте[156].
- Фрага Ирибарне, Мануэль (89) — испанский политик, министр информации и туризма (1962—1969), министр внутренних дел и вице-премьер (1975—1976), председатель автономного правительства Галисии (1990—2005)[157]
- Яскилка, Самуэль uk:Семуел Яскілка (92) — американский генерал украинского происхождения, помощник командира Корпуса морской пехоты США (1975—1978)[158].

### 16 января

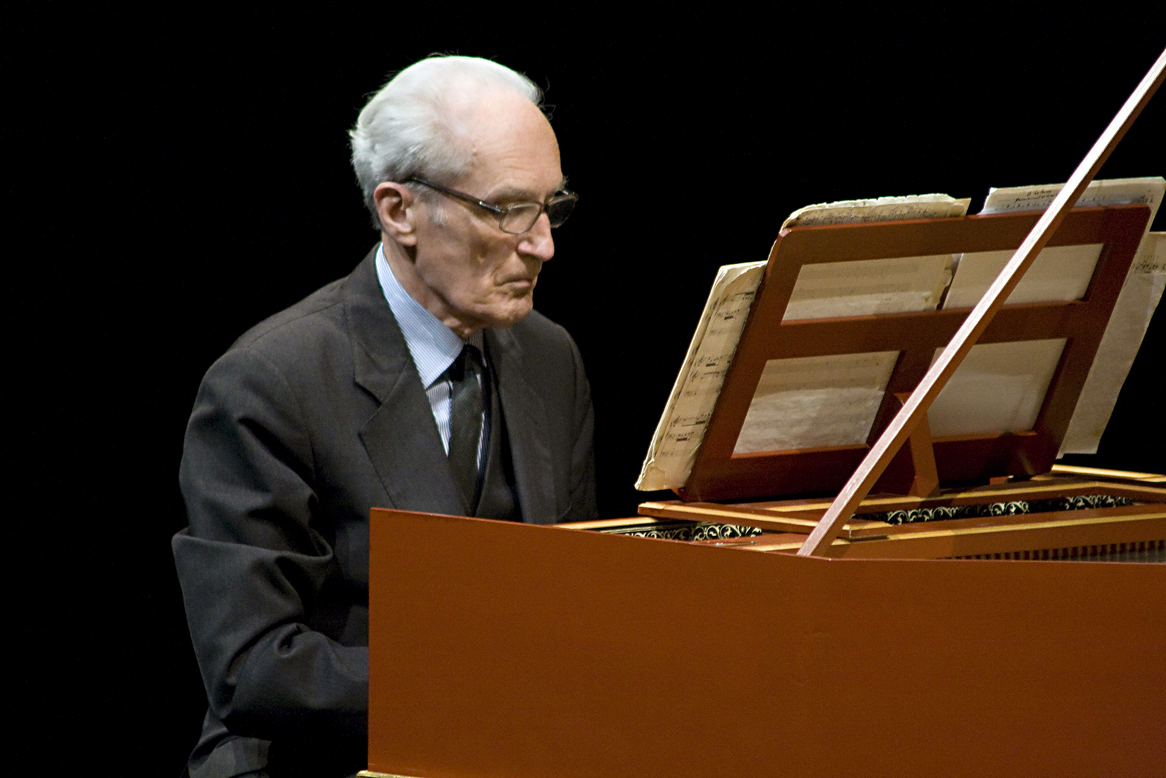
Густав Леонхардт

- Алхименко, Александр Петрович (78) — российский моряк-подводник, капитан 1 ранга, учёный-географ, профессор (1989), заслуженный деятель науки РФ (1998), почётный член Русского географического общества (2005), председатель Комиссии географии океана[159].
- Валентин (Русанцов) (72) — предстоятель неканонической Российской Православной Автономной Церкви (2001—2012)[160].
- Губер, Пьер (96) — французский историк[161].
- Гусейнов, Юнус (28) — чемпион мира по кунг-фу (2010), убийство[162].
- Еловских, Василий Иванович (92) — советский и российский писатель, автор свыше 50 книг[163].
- Жбанов, Владимир Иванович (57) — белорусский скульптор[164].
- Каковкин, Владимир (57) — российский фотограф и фотожурналист[165].
- Леонхардт, Густав (83) — нидерландский клавесинист, органист, дирижёр, музыковед и педагог[166].
- Матафонов, Михаил Иванович (83) — первый секретарь Читинского обкома КПСС (1973—1986)[167].
- Орлов, Евгений Борисович (47) — российский актёр Театра двойников, признанный официальным двойником певца Филиппа Киркорова[168].
- Перес, Хуан Карлос (66) — испанский футболист, полузащитник «Барселоны» (1968—1975)[169].

### 17 января

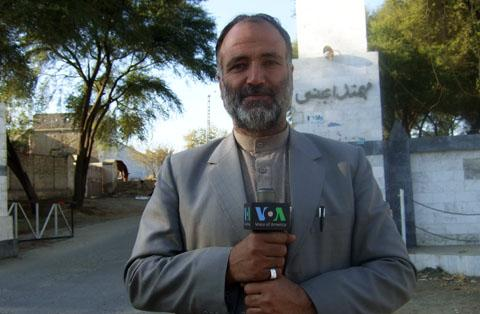
Мукарим Хан Атиф

- Атиф, Мукаррам Хан — журналист радиостанции «Голос Америки», убит в Пакистане[170].
- Козленко, Сергей Иванович — Заслуженный учитель России, профессор, заведующий кафедрой социально-гуманитарных дисциплин Московского института открытого образования[171].
- Кондратьев, Алексей Александрович (81) — российский учёный, профессор, член-корреспондент Российской академии естествознания[172].
- Коськин, Евгений Михайлович (79) — участник создания практически всех пилотируемых космических аппаратов, начиная с легендарного «Востока» на котором летал Юрий Гагарин, самоубийство[173].
- Курносенко, Владимир Владимирович (64) — российский писатель[174]
- Отис, Джонни (90) — американский музыкант, продюсер, диджей и политический активист, «крестный отец» ритм-энд-блюза[175].
- Шамбак, Роберт (85) — американский телеевангелист, пастор, писатель[176].
- Хансерот, Тереза (48) — шведская певица, первая вокалистка ветеранов шведской металлической сцены Destiny.

### 18 января
- Ведовато, Джузеппе (99) — итальянский политик, председатель Парламентской ассамблеи Совета Европы (1972—1975)[177]
- Жариков, Евгений Ильич (70) — советский и российский киноактёр, народный артист РСФСР, лауреат Государственной премии СССР; рак[178].
- Коуи, Том (89) — американский бизнесмен, основатель и президент транспортной компании Arriva, президент футбольного клуба «Сандерленд» (1980—1986)[179].
- Лассен, Георг (96) — немецкий офицер-подводник, капитан 3-го ранга, участник Второй мировой войны[180].
- Лындин, Валерий Иванович (69) — руководитель пресс-службы Российского Центра управления полётами (ЦУП)[181].
- Мерелли, Марио (49) — итальянский альпинист, покоритель 10 восьмитысячников, дважды поднимавшийся на Эверест. Погиб при восхождении[182].
- Тихонов, Анатолий Иванович (64) — российский композитор, дирижёр Тихоокеанского симфонического оркестра[183]
- Трояновский, Валентин Николаевич (72) — советский футболист, игрок «Динамо» (Киев), чемпион СССР (1961)[184].

### 19 января

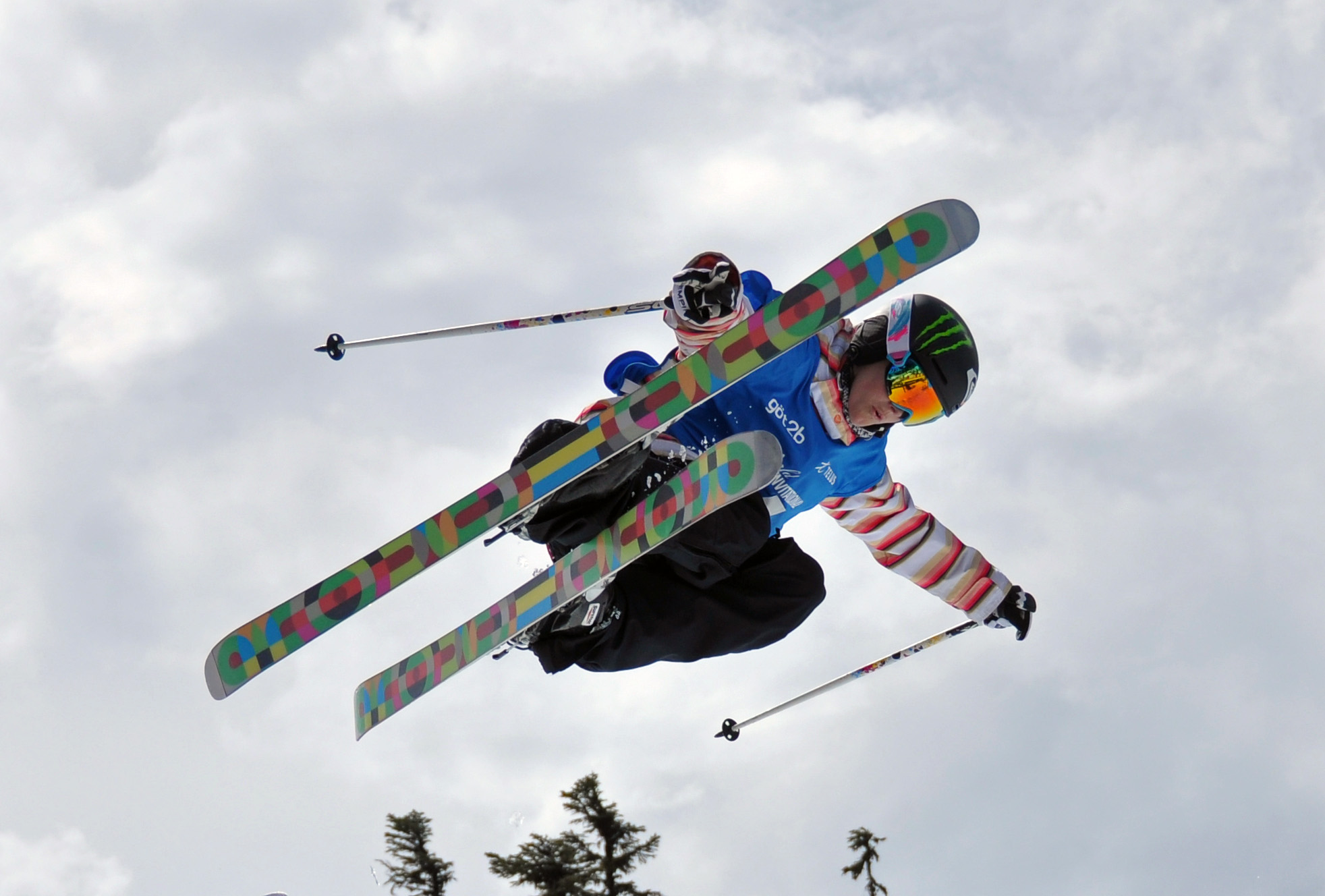
Сара Бёрк

- Алфёров, Герман Витальевич (77) — заслуженный лётчик-испытатель СССР, автор 11 мировых авиационных рекордов.
- Бёрк, Сара (29) — канадская спортсменка, пятикратная чемпионка мира по фристайлу (2005, 2007, 2008, 2009, 2011), несчастный случай на тренировке[185].
- Вильяр, Вилмар Мендоса (31) — кубинский диссидент. Умер после 50 дней голодовки в больнице Сантьяго-де-Куба[186].
- Габозов, Валерий Леонтьевич — осетинский поэт, прозаик, публицист, учёный-литературовед, заведующий кафедрой журналистики ЮОГУ[187]
- Кульд, Рудольф Александрович (76) — актёр Александринского театра, заслуженный артист России[188].
- ван Данциг, Руди (78) — нидерландский балетмейстер, хореограф и писатель, автор романа «В честь пропавшего солдата» и одноимённого сценария голландского фильма[189].
- Игнатенко, Геннадий Владимирович (84) — доктор юридических наук, профессор, почётный профессор УрГЮА и Национального университета им. Д. А. Кунаева, автор вузовских учебников и многочисленных научных публикаций[190]
- Ослин, Петер (49) — шведский хоккеист, голкипер сборной Швеции по хоккею, чемпион мира (1992), бронзовый призёр зимних Олимпийских игр в Калгари 1988[191]
- Теммерман, Гилберт (83) — бельгийский политик, мэр Гента (1989—1994)[192]
- Шиндялов, Николай Антонович (82) — российский учёный, доктор исторических наук, профессор, заведующий кафедрой истории Благовещенского государственного педагогического университета[193].

### 20 января

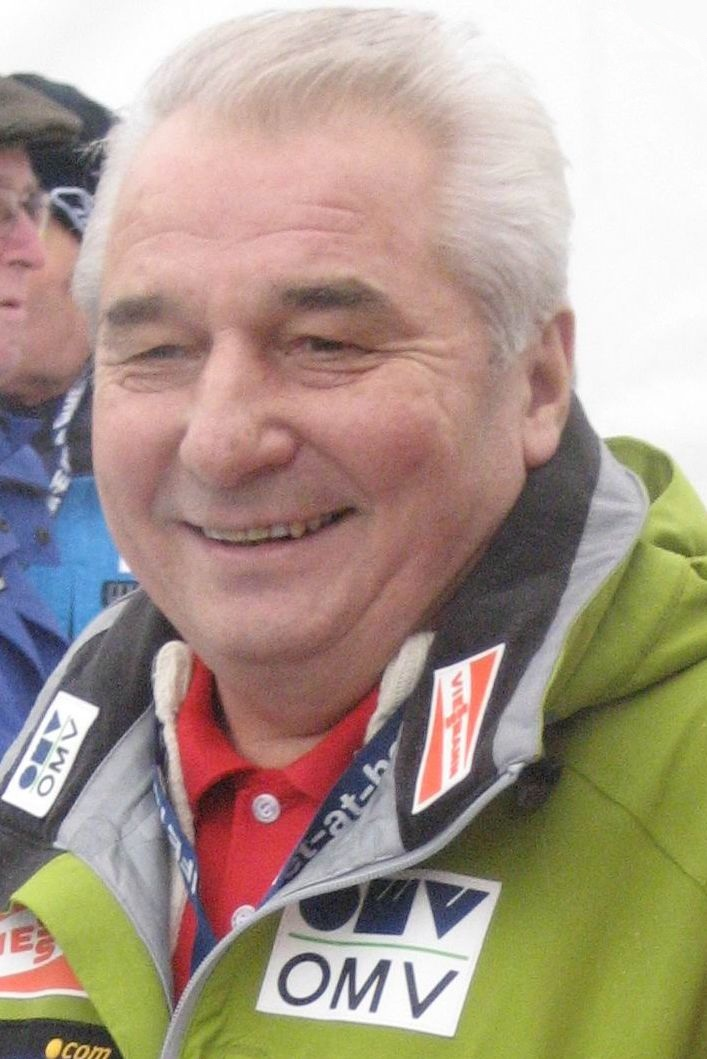
Йиржи Рашка

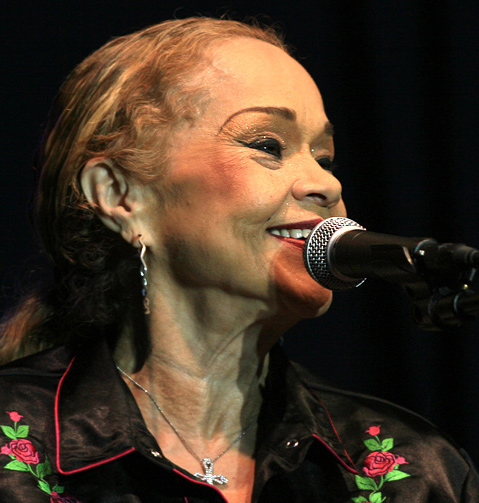
Этта Джеймс

- Авам, Аслам — террорист, один из руководителей движения Аль-Каида. Убит в результате ракетной атаки американского беспилотного летательного аппарата[194].
- Батлер, Ларри (69) — американский музыкальный продюсер, двукратный лауреат премии «Грэмми»[195] Архивная копия от 23 января 2012 на Wayback Machine
- Белтов, Владимир Николаевич (67) — российский тульский фотограф[196].
- Влах, Пётр Николаевич — гагаузский художник, член Союза художников СССР[197].
- Зулалян, Манвел (81) — армянский историк, арменовед-востоковед, академик[198]
- Кефалогианнис, Иоаннис (79) — греческий политик, министр общественного порядка (1989), министр туризма (1990—1991), министр внутренних дел (1992—1993)[199]
- Костюхин, Сергей Владимирович (55) — российский музыкант (гитара), композитор, автор песен[200].
- Леви, Джон (99) — американский джазовый музыкант и продюсер[201]
- Нтука, Джеффри (26) — южноафриканский футболист, капитан сборной ЮАР по футболу, убийство[202].
- Оковитый, Виктор Кириллович (66) — художник-постановщик, режиссёр комбинированных съёмок[203].
- Рашка, Йиржи (70) — чешский прыгун на лыжах, олимпийский чемпион (1968), призёр чемпионата мира (1969). Победитель «Турне четырёх трамплинов» (1971). Лучший чешский лыжник XX века[204].
- Собаев, Гурам (55) — председатель Комитета государственной безопасности Республики Южная Осетия (1998—2002)[205]
- Томпсон, Дадли (95) — министр иностранных дел Ямайки (1975—1977)[206]
- Этта Джеймс (73) — американская блюзовая певица[207].

### 21 января

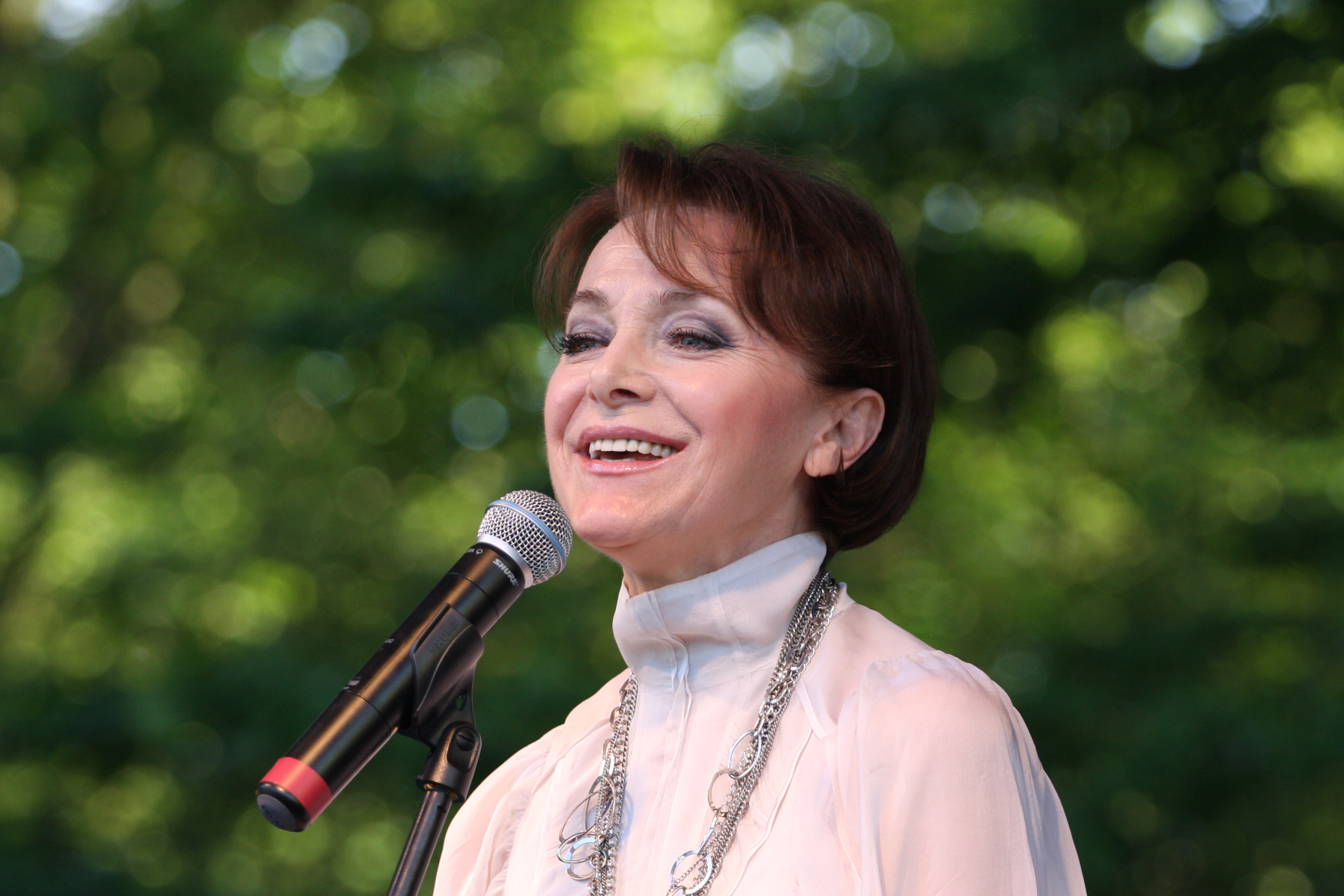
Ирена Яроцка

- Бахаев, Олег Юрьевич (63) — артист-инструменталист ансамбля солистов «Камертон», заслуженный деятель искусств Забайкальского края[208].
- Бриттен, Рой (92) — американский учёный, прославившийся открытиями в области молекулярной биологии[209]
- Гвоздев, Евгений Васильевич (93) — советский и казахский учёный-паразитолог.
- Грегори, Эрни (90) — английский футболист, голкипер Вест Хэм Юнайтед (382 матча)[210]
- Гулина, Эльвира Александровна (75) — доярка Ильино-Полянской молочно-товарной фермы Степановского совхоза Благовещенского района Башкирской АССР, Герой Социалистического Труда[211].
- Исиока, Эйко (72) — японская художница по костюмам, лауреат премии «Оскар» (1993) («Дракула»)[212].
- Консоло, Виченцо (79) — итальянский писатель, лауреат премии Стрега (1992)[213].
- аль-Сауд аль-Сабах, Сауд Насер (68) — кувейтский дипломат и политик, министр нефтяной промышленности (1998—2001)[214].
- Хрипунов, Олег (52) — российский журналист и предприниматель, основатель журнала «Антенна — Телесемь», самоубийство[215].
- Яроцка, Ирена (65) — польская певица, призёр международных конкурсов[216]

### 22 января

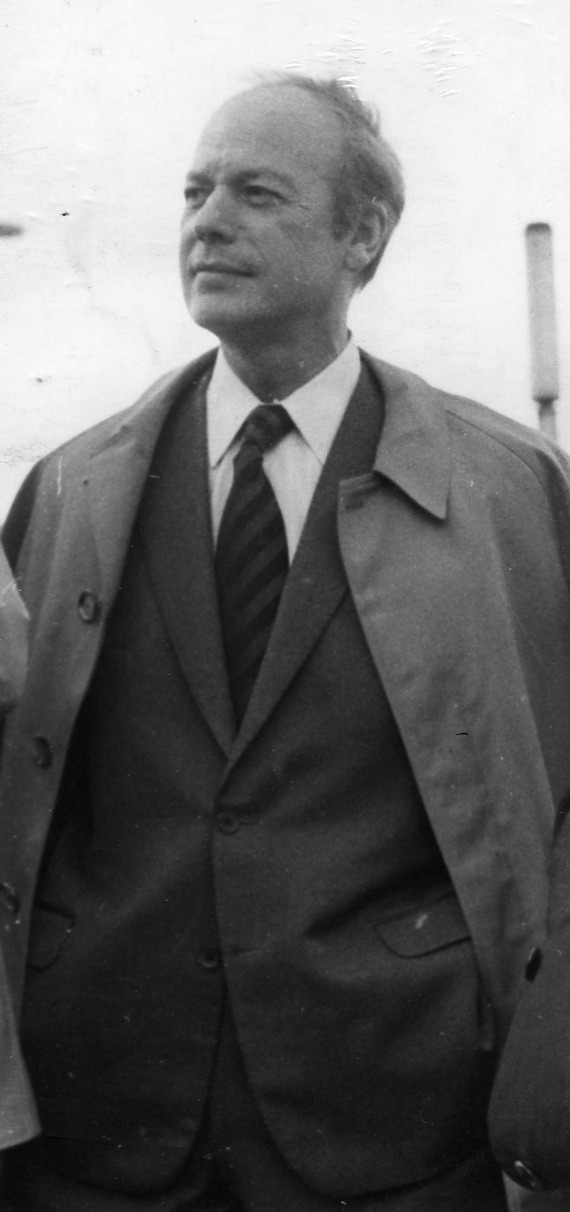
Пьер Сюдро

- Гор, Рита (85) — бельгийская оперная певица[217]
- Грин, Андре (84) — французский психоаналитик, вице-президент Международной психоаналитической ассоциации (1975—1977)[218]
- Дианов, Максим Алексеевич (37) — министр государственно-правового развития Омской области; инфаркт[219].
- Колесов, Владлен Серафимович (80) — советский и российский военачальник.
- Косовац, Драгутин (88) — председатель Исполнительного веча Боснии и Герцеговины (1969—1974)[220].
- Кучера, Рольф (95) — немецкий актёр («Кто вы, доктор Зорге?») [www.kino-teatr.ru/kino/acter/euro/213201/works/]
- Мезенцев, Назар Федотович (84) — советский и российский промышленный деятель.
- Патерно, Джо (85) — американский студенческий футбольный тренер, рекордсмен по количеству одержанных побед[221][221]
- Столяров, Михаил Венедиктович (66) — советник Председателя Госсовета РТ, профессор Российской Академии государственной службы при Президенте Российской Федерации (РАГС)[222].
- Разгонин, Александр Иванович (92) — советский лётчик, Герой Советского Союза[223]
- Сюдро, Пьер (92) — министр образования Франции (1962)[224].
- Шатохин, Евгений Сергеевич (64) — белорусский художник и общественный деятель[225]

### 23 января
- Рей, Бингхем (57) — американский продюсер и фестивальный менеджер, Президент киностудии United Artists (2001—2004), директор Международного кинофестиваля в Сан-Франциско (2011—2012)[226].
- Морозов, Юрий Васильевич (63) — автор песен, музыкант, звукорежиссёр, писатель; скончался в Санкт-Петербурге, в онкологической больнице от миеломной болезни.[2].

### 24 января
- Адольф, Курт (90) — немецкий автогонщик[227].

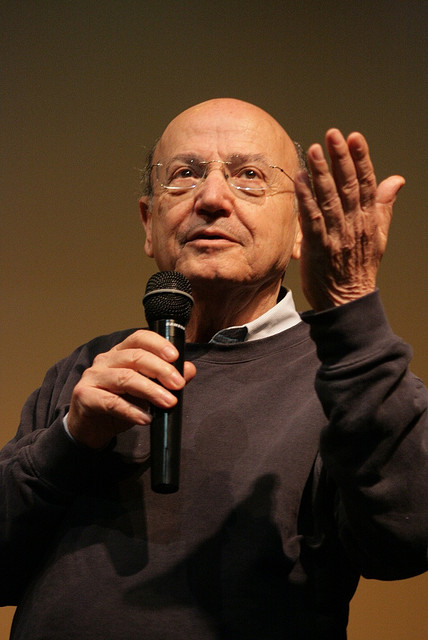
Теодорос Ангелопулос

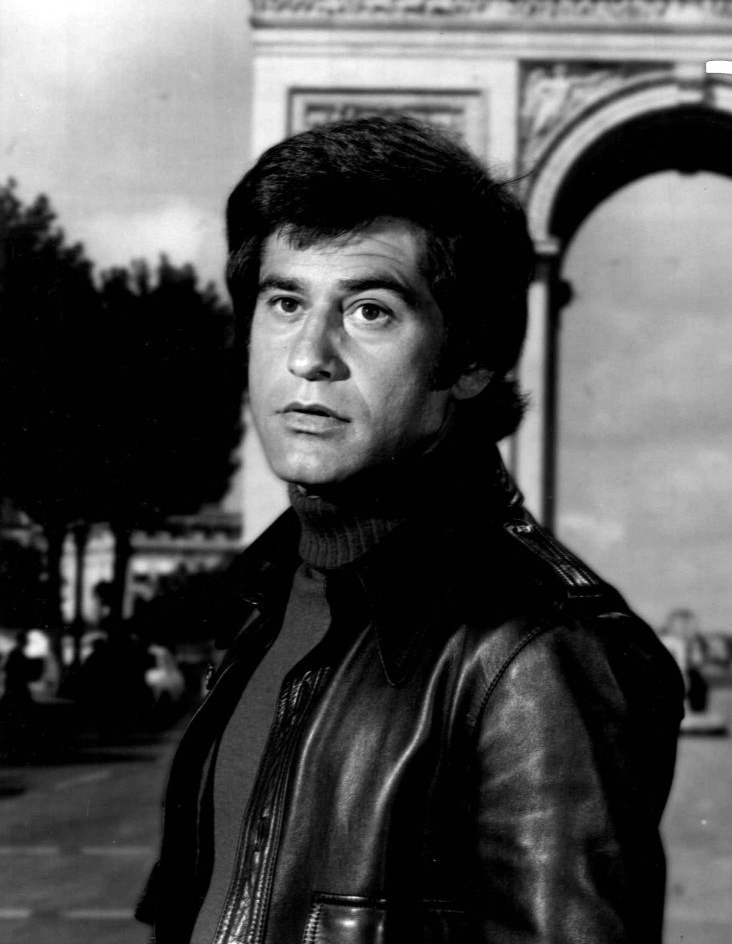
Фарентино, Джеймс

- Ангелопулос, Теодорос (76) — греческий кинорежиссёр, лауреат многих мировых кинофестивалей, ДТП[228].
- Бухараев, Равиль Раисович (60) — татарский российский поэт, прозаик, переводчик[229]..
- Гаррахи, Джон (81) — американский политик, губернатор штата Род-Айленд (1977—1985)[230].
- Гловна, Вадим (69) — немецкий актёр и режиссёр[231].
- Емре, Унсал (65) — турецкий актёр (400 фильмов)[232].
- Исаксон Проктор, Каролина (81) — первая леди Колумбии (1986—1990), жена Вирхилио Барко Ваграса[233].
- Коллар, Делма (114) — американская долгожительница[234].
- Константинова, Нина Алексеевна (88) — российская якутская актриса, народная артистка РСФСР[235]
- Неймышев, Виктор Павлович — глава Тобольска[236].
- Пахальчук, Фёдор Ефремович (95) — контр-адмирал, почётный гражданин Одессы, Герой Советского Союза[237]..
- Ремнёв, Анатолий Викторович (56) — российский историк, профессор Омского государственного университета имени Ф. М. Достоевского[238].
- Синибалди, Пьер (87) — французский футболист и тренер, двукратный чемпион Франции в составе «Реймса» (1949, 1953), четырёхкратный чемпион Бельгии в качестве тренера «Андерлехта» (1962, 1964, 1965, 1966)[239].
- Фарентино, Джеймс (73) — американский киноактёр, лауреат премии «Золотой глобус» (1967)[240].
- Хоф, Герт (60) — немецкий светодизайнер, театральный режиссёр, проектировал сценические инсценировки для Rammstein, Corvus Corax, Майка Олдфилда и других[241].

### 25 января

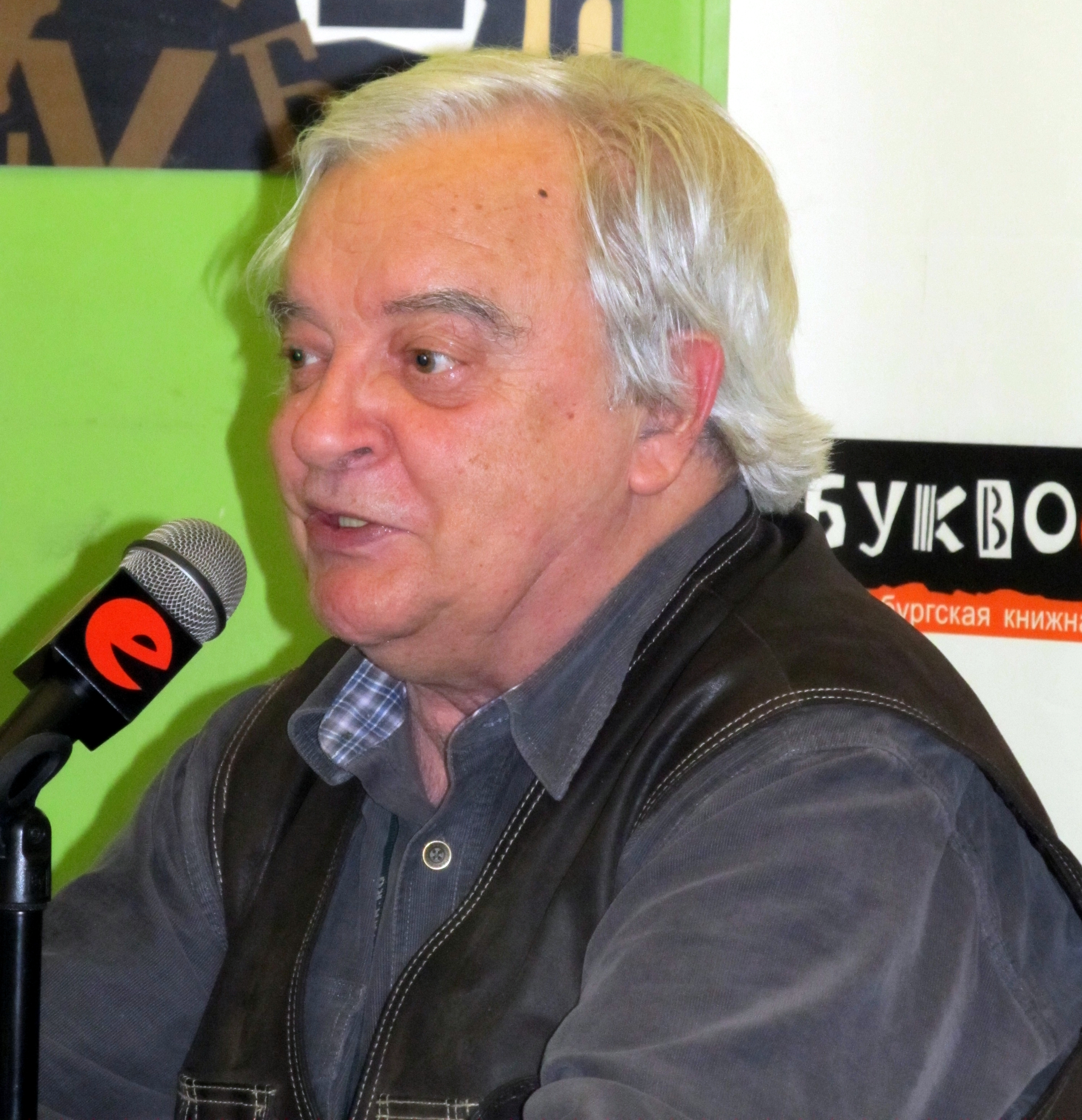
Александр Житинский

- Берглунд, Пааво (82) — финский дирижёр[242]
- Житинский, Александр Николаевич (71) — российский писатель, драматург и издатель[243].
- Иванов, Иван Дмитриевич (78) — российский дипломат и учёный-международник, академик РАН[244].
- Карстенс, Вероника (88) — жена бывшего Президента Германии Карла Карстенса, первая леди страны (1979—1984)[245].
- Кометиани, Зураб (77) — председатель научного совета Тбилисского института физиологии имени Бериташвили, отчим президента Грузии Михаила Саакашвили[246].
- Коченов, Владимир Григорьевич (61) — казахстанский журналист и учёный, доктор философских наук[247].
- Манзотти, Мэйбл (73) — аргентинская актриса[248].
- Мегреладзе, Мераб (55) — советский и грузинский футболист («Торпедо» Кутаиси)[249].
- Мэйсонруж, Жак (87) — президент, генеральный директор и председатель IBM (1967—1984)[250].
- Невинсон, Нэнсси (93) — британская актриса[251].
- Пачини, Франко (72) — итальянский астроном, чим именем назван астероид en:25601 Francopacini[252].
- Риэл, Марк (56) — американский музыкант, основатель и гитарист группы Riot[253].
- Сантино, Ник (47) — американский актёр, самоубийство[254].
- Славин, Александр (52) — кинорежиссёр, сценарист. [www.kino-teatr.ru/kino/director/ros/31675/bio/]
- Слободчиков, Валерий (63) — российский алтайский писатель и журналист[255].
- Хоссу, Эмиль (70) — румынский актёр («Песни моря»)[256].
- Цонев, Коста (81) — болгарский актёр, народный артист НРБ[257].
- Эскарра, Карлос (57) — аргентинский политик, генеральный прокурор с 2011[258]. Архивная копия от 22 ноября 2018 на Wayback Machine

### 26 января

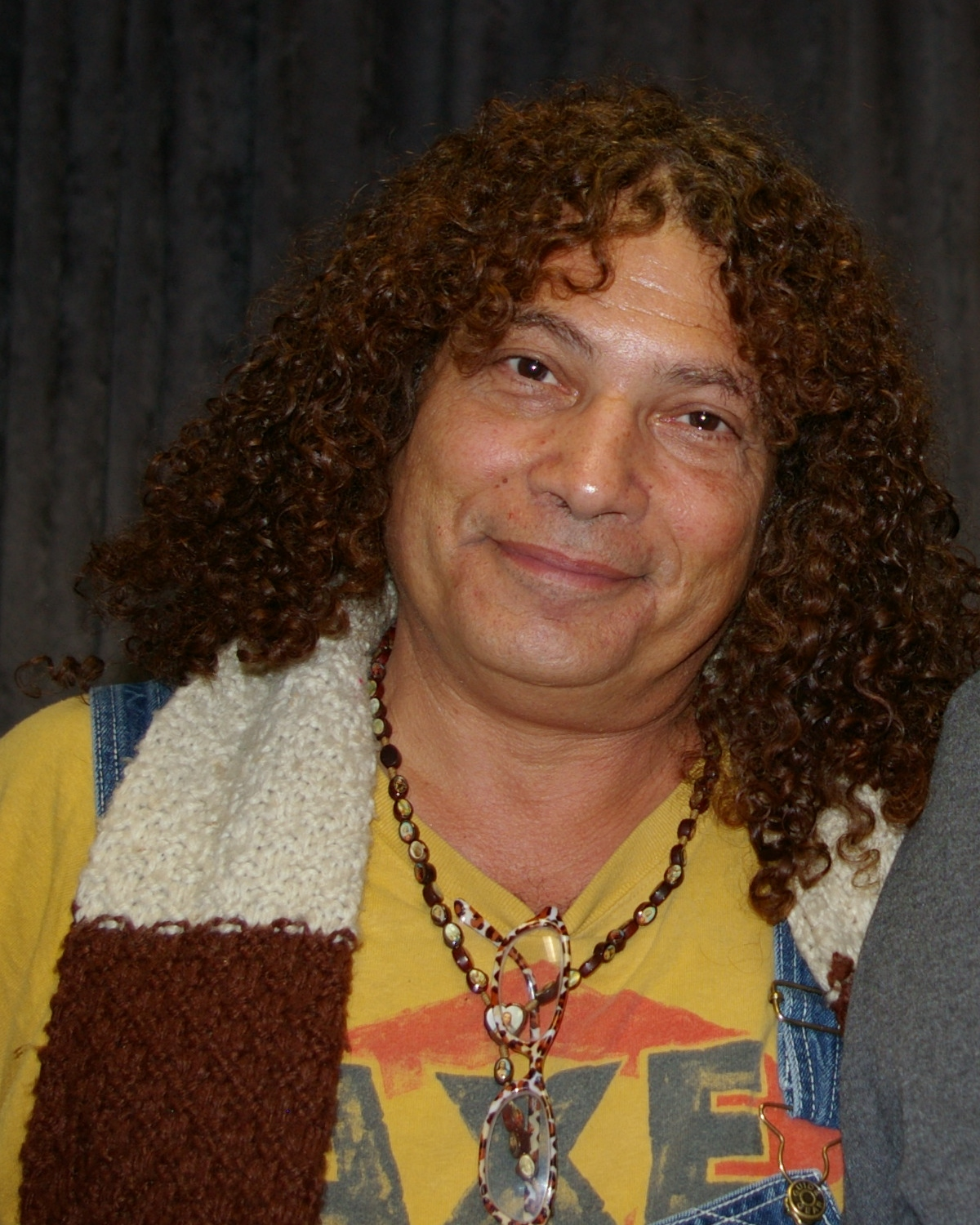
Роберт Хеджис

- Авелин, Альфредо (84) — аргентинский политик, губернатор провинции Сан-Хуан (1999—2002)[259].
- Арлисс, Димитра (79) — американская актриса[260]
- Блажес, Валентин Владимирович (75) — российский литературовед, фольклорист, доктор филологических наук (1990), профессор (1992) филологического факультета Уральского государственного университета им. А. М. Горького[261]
- Дуггал, Картар Сингх (94) — индийский пенджабский писатель[262]
- Мишанин, Владимир Сергеевич (84) — советский и российский актёр театра и кино[263].
- Мьерес, Роберто (87) — аргентинский автогонщик[264]
- Назар Харо, Мигель (87) — директор мексиканского агентства безопасности Dirección Federal de Seguridad (1978—1982)[265] Архивная копия от 7 сентября 2018 на Wayback Machine
- Фарук, М.О.Х. (74) — индийский политик, губернатор Кералы (с 2011)[266]
- Фишер, Клэр (83) — американский композитор, двукратный лауреат премии Грэмми (1981, 1986)[267]
- Хеджис, Роберт (60) — американский актёр[268]
- Эберкромби, Йен (77) — британский актёр (более 150 фильмов)[269]

### 27 января
- аль-Аззауи, Хикмат Мизбан Ибрагим (80) — иракский политик, министр финансов (1995—1998, 1999—2003), заместитель премьер-министра (1999—2003)[270].
- Бекк, Александр Леонгинович (85) — немецко-русский поэт, член Союза писателей России[271]
- Бойков, Александр Дмитриевич (83) — российский юрист, проректор Российской академии адвокатуры и нотариата[272]
- Вайт, Кевин (82) — американский политик, мэр Бостона (1968—1984)[273].
- Ванча, Павел (47) — румынский каратист, чемпион мира (1993), самоубийство[274].
- Денисов, Алексей Михайлович (93) — гвардии полковник в отставке, Герой Советского Союза[275].
- Джоши-Шах, Дипика (35) — индийская актриса и певица, автокатастрофа[276].
- Кампбелл, Том (84) — канадский политик, мэр Ванкувера (1967—1972)[277]
- Князев, Лев Николаевич (85) — приморский писатель, журналист.
- Рожавёльдьи, Иштван (81) — венгерский стайер, бронзовый призёр летних Олимпийских игр в Риме в беге на 1500 метров (1960), мировой рекордсмен в беге на 1500 метров (1957), в беге на 1000 метров (1958), в беге на 2000 метров (1962)[278].
- Смолень, Казимеж (91) — бывший директор музея «Аушвиц», созданного на территории нацистского лагеря Освенцим[279].
- Старухин, Анатолий Васильевич (71) — российский журналист[280].
- Татаринов, Юрий Семёнович (83) — советский и российский биохимик.
- Филипенко, Леонид Николаевич (97) — ветеран Великой Отечественной войны, Герой Советского Союза (1945), почётный гражданин Витебска.[281]
- Эпов, Евгений Юрьевич (23) — сержант внутренней службы, боец спецназа Внутренних войск МВД России, Герой Российской Федерации (2012)[282].

### 28 января
- Воинский, Александр Александрович (65) — бывший командующий военно-морскими силами Республики Абхазия; врио Секретаря Совета Безопасности Республики Абхазия (2009—2010), Герой Абхазии[283].
- Даганов, Абдулла Газимагомедович (71) — народный поэт Дагестана, биограф Расула Гамзатова[284].
- Фуллмер, Дон (72) — американский боксёр[285].
- Эдже, Кериман Халис (99) — победительница первого международного конкурса красоты (1932), «королева красоты»[286]

### 29 января

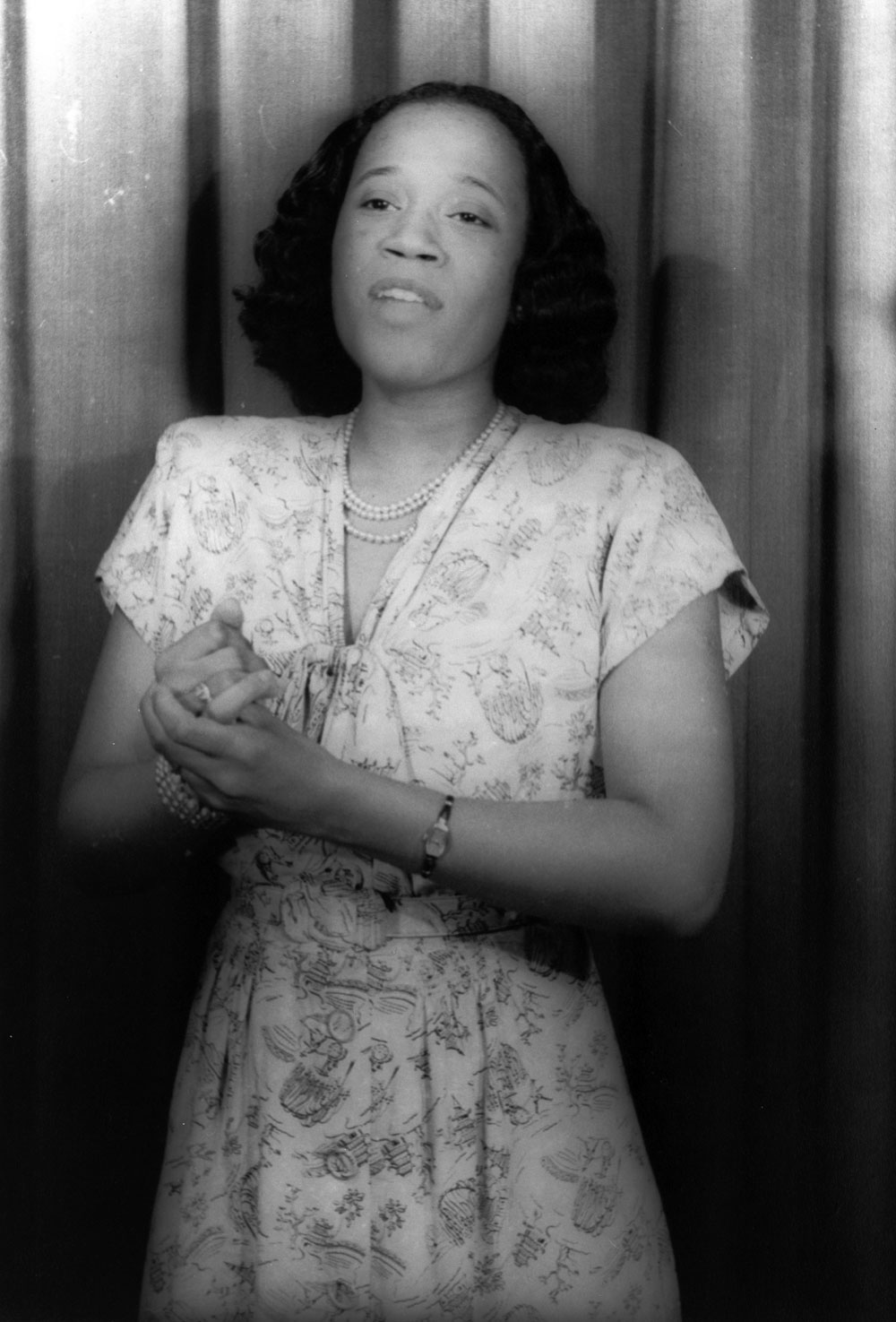
Камилла Уильямс

- Баимбетов, Дукеш (71) — казахстанский тележурналист[287].
- Блонский, Алоиз Висвалдис (78) — начальник криминальной полиции Латвии (1994—2000)[288].
- Валиуллин, Карим Хамидуллович (81) — первостроитель Нижнекамска[289]
- Грачев, Роман Владимирович (35) — саратовский футболист, тренер и спортивный общественный деятель, основатель футбольной команды «Аркада»[290].
- Драгич, Предраг (66) — сербский писатель и общественный деятель[291]
- Дюракович, Нияз (63) — боснийский политический деятель, последний руководитель Коммунистической партии Боснии и Герцеговины (1989—1990), первый руководитель Социал-демократической партии Боснии и Герцеговины (1990—1997)[292]
- Мерперт, Николай Яковлевич (89) — советский и российский археолог, лауреат Государственной премии Российской Федерации в области науки и техники[293].
- Миго, Франсуа (67) — французский автогонщик, участник «24 часа Ле-Мана» (1974, 1976, 1981)[294].
- Петронелли, Гуди (88) — американский тренер по боксу, тренер Марвина Хаглера[295].
- Рич, Джон (86) — американский теле- и кинорежиссёр («Легко пришло, легко ушло»), лауреат премии «Эмми»[296]
- Скальфаро, Оскар Луиджи (93) — президент Италии (1992—1999), пожизненный сенатор (с 1999 года)[297].
- Уильямс, Камилла (92) — афро-американская оперная певица[298]

### 30 января

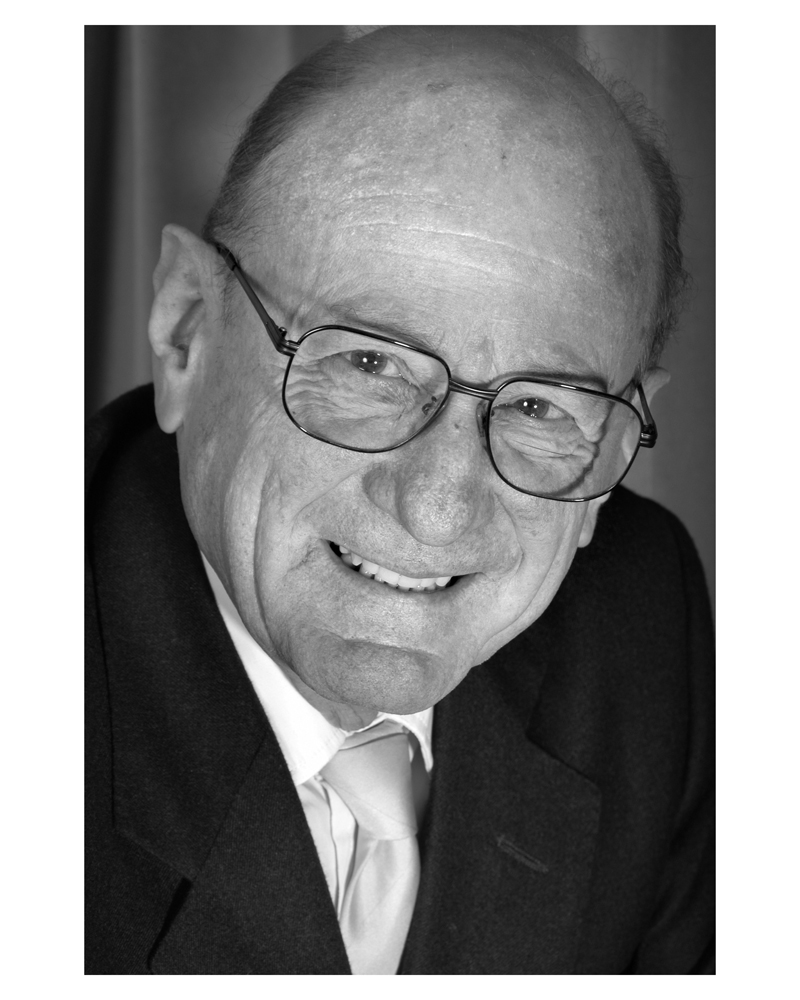
Фредерик Тревес

- Князев, Лев Николаевич (85) — российский писатель, ответственный секретарь Приморского отделения Союза писателей России (1996—1998)[299].
- Ламберт, Джордж (83) — американский спортсмен, серебряный (Мельбурн-1956) и бронзовый (Рим-1960) призёр летних Олимпийских игр в командных соревнованиях по современному пятиборью[300].
- Мехри, Абдельхамид (85) — алжирский политик, герой движения национального освобождения[301].
- Милованов, Алексей Пантелеймонович (93) — генеральный директор НПО имени С. А. Лавочкина (1974—1987), Лауреат Государственной и Ленинской премии СССР[302].
- Отраднов, Анатолий Сергеевич (29) — актёр Екатеринбургского ТЮЗа и Нижегородского театра «Комедія», снялся в сериалах «Глухарь», «Интерны» и др.; переохлаждение[303].
- Тревес, Фредерик (86) — британский актёр (более 100 фильмов)[304][305]

### 31 января

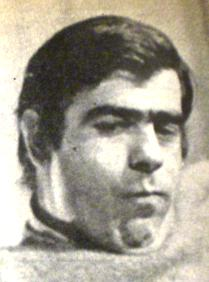
Хуан Карлос Жене

- Бевилакква, Энтони Джозеф (88) — американский кардинал, архиепископ Филадельфии (1987—2003)[306].
- Жене, Хуан Карлос (82) — аргентинский актёр и сценарист[307] Архивная копия от 4 февраля 2012 на Wayback Machine
- Картер, Лесли (25) — американская певица, автор песен, пианистка и кларнетистка[308]
- Карыгин, Борис Романович (77) — российский актёр, Заслуженный артист РСФСР[309].
- Келли, Майк (57) — американский художник[310]
- Кинг Ститт (71) — ямайский музыкант, один из старейших диджеев мира[311]
- Силантьева, Лия Самойловна (83) — хореограф, заслуженный работник культуры, руководитель Барнаульского Народного театра балета «Вдохновение»[312]
- Таннинг, Доротея (101) — американская художница и поэтесса, старейшая представительница сюрреализма[313].
- Шех, Анатолий Петрович (86) — директор Харьковского завода электроаппаратуры (1975—1995), Герой Социалистического Труда[314].
- Шихалиев, Октай (80) — азербайджанский художник, народный художник Азербайджана[315].